# Heterographa
Heterographa é um gênero de traça pertencente à família Arctiidae.